# Phymaturus
Phymaturus – rodzaj jaszczurek z rodziny Liolaemidae.

## Zasięg występowania
Rodzaj obejmuje gatunki występujące w Chile i Argentynie od południowych Andów do Patagonii.

## Systematyka

### Etymologia
- Phymaturus: gr. φυμα phuma, φυματος phumatos ‘guz, narośl’; ουρα oura ‘ogon’[1].
- Centrura: κεντρον kentron ‘ostry koniec, kolec’[5]; ουρα oura ‘ogon’[6]. Typ nomenklatoryczny: Centrura flagellifer Bell, 1843 (= Lacerta palluma Molina, 1782).

### Podział systematyczny
Do rodzaju należą następujące gatunki:

- Phymaturus aguanegra Lobo, Laspiur & Acosta, 2013
- Phymaturus aguedae Troncoso-Palacios & Esquerré, 2014
- Phymaturus alicahuense Núñez, Veloso, Espejo, Veloso, Cortés & Araya, 2010
- Phymaturus antofagastensis Pereyra, 1985
- Phymaturus bibronii (Guichenot, 1848)
- Phymaturus cacivioi Lobo & Nenda, 2015
- Phymaturus calcogaster Scolaro & Cei, 2003
- Phymaturus camilae Scolaro, Jara & Pincheira-Donoso, 2013
- Phymaturus castillensis Scolaro & Pincheira-Donoso, 2010
- Phymaturus ceii Scolaro & Ibargüengoytía, 2007
- Phymaturus chenqueniyen Lobo, Barrasso, Valdecantos, Giraudo, Di Pietro & Basso, 2022
- Phymaturus curivilcun Scolaro, Corbalán, Tappari & Streitenberger, 2016
- Phymaturus darwini Núñez, Veloso, Espejo, Veloso, Cortes & Araya, 2010
- Phymaturus delheyi Ávila, Fulvio-Pérez, Pérez & Morando, 2011
- Phymaturus denotatus Lobo, Nenda & Slodki, 2012
- Phymaturus desuetus Scolaro & Tappari, 2009
- Phymaturus dorsimaculatus Lobo & Quinteros, 2005
- Phymaturus etheridgei Lobo, Abdala & Valdecantos, 2010
- Phymaturus extrilidus Lobo, Espinoza, Sanabria & Quiroga, 2012
- Phymaturus felixi Lobo, Abdala & Valdecantos, 2010
- Phymaturus fiambala Lobo, Hibbard, Quipildor & Valdecantos, 2019
- Phymaturus indistinctus Cei & Castro, 1973
- Phymaturus katenke Scolaro, Corbalán, Streitenberger & Tappari, 2021
- Phymaturus laurenti Lobo, Abdala & Valdecantos, 2010
- Phymaturus loboi Troncoso-Palacios, Ferri-Yáñez, Laspiur & Aguilar, 2019
- Phymaturus mallimaccii Cei, 1980
- Phymaturus manuelae Scolaro & Ibargüengoytía, 2008
- Phymaturus maquinchao Lobo, Barrasso, Valdecantos, Giraudo, Di Pietro & Basso, 2022
- Phymaturus maulense Nuñez, Veloso, Espejo, Veloso, Cortes & Araya, 2010
- Phymaturus nevadoi Cei & Roig, 1975
- Phymaturus niger Lobo, Barrasso, Hibbard, Quipildor, Slodki, Valdecantos & Basso, 2021
- Phymaturus palluma (Molina, 1782, 1782)
- Phymaturus patagonicus Koslowsky, 1898
- Phymaturus payuniae Cei & Castro, 1973
- Phymaturus punae Cei, Etheridge & Videla, 1985
- Phymaturus querque Lobo, Abdala & Valdecantos, 2010
- Phymaturus rahuensis González-Marín, Fulvio-Pérez, Minoli, Morando & Ávila, 2016
- Phymaturus robustus Lobo, Barrasso, Hibbard, Quipildor, Slodki, Valdecantos & Basso, 2021
- Phymaturus roigorum Lobo & Abdala, 2007
- Phymaturus sinervoi Scolaro, De La Cruz & Ibargüengoytía, 2012
- Phymaturus sitesi Ávila, Fulvio-Pérez, Pérez & Morando, 2011
- Phymaturus somuncurensis Cei & Castro, 1973
- Phymaturus spurcus Barbour, 1921
- Phymaturus tenebrosus Lobo & Quinteros, 2005
- Phymaturus timi Hibbard, Nenda & Lobo, 2019
- Phymaturus tromen Lobo & Nenda, 2015
- Phymaturus verdugo Cei & Videla, 2003
- Phymaturus videlai Scolaro & Pincheira-Donoso, 2010
- Phymaturus vociferator Pincheira-Donoso, 2004
- Phymaturus williamsi Lobo, Laspiur & Acosta, 2013
- Phymaturus yachanana Ávila, Fulvio-Pérez, Minoli & Morando, 2014
- Phymaturus zapalensis Cei & Castro, 1973